# Nissan Cedric

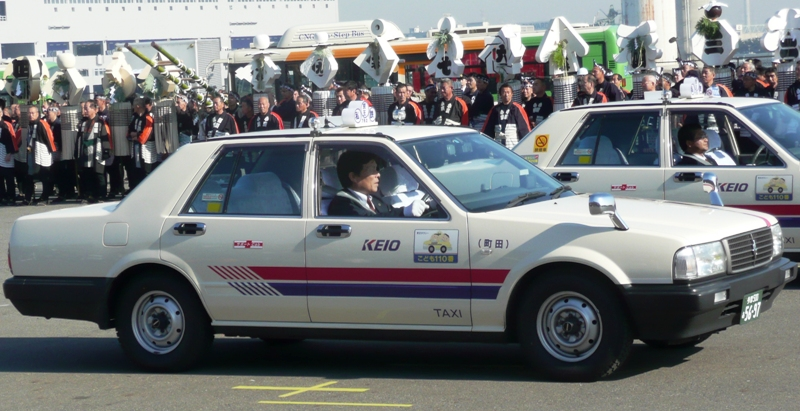
Nissan Cedric Y31-Flottenmodell (seit 1987 in Produktion)

Der Nissan / Datsun Cedric ist ein von 1960 bis 2004 produziertes Modell der oberen Mittelklasse des japanischen Automobilherstellers Nissan mit Hinterradantrieb.
Der Cedric wurde von Nissan als Konkurrent zu den Prince-Modellen Skyline und Gloria lanciert; nachdem Prince 1967 in Nissan-Besitz gelangt war, wurden alle drei Modelle jahrzehntelang parallel gebaut, wobei sie sich in späterer Zeit die Plattform teilten. Seit den 1980er-Jahren wurden Cedric und Gloria sich immer ähnlicher und unterschieden sich zumeist nur in Details wie Kühlergrill, Heckleuchten und Modellstaffelung. Im Oktober 2004 wurden Cedric/Gloria durch den Nissan Fuga ersetzt; ein preiswertes Cedric-Modell für Flottenkunden, das auf der Modellgeneration Y31 der späten 1980er-Jahre basiert, befindet sich nach wie vor im Angebot. In Deutschland wurden weder Cedric noch Gloria verkauft.
In Taiwan wurde die Modellserie des Cedric 1964 von der Yulon Motor Company aufgelegt. Für diesen Markt erhielt die Modellserie den Namen Yue Loong Victory und blieb bis 1987 in Produktion. Abgelöst wurde die Modellserie dann von dem mit wenig Erfolg gekrönten Yue Loong Feeling des Typs YLN-102.

## Cedric (30/31), 1960–1965
1960 debütierte zur Abrundung des Firmenprogramms nach oben hin der erste Cedric, eine konventionelle Limousine mit 1,9-Liter-Vierzylindermotor, selbsttragender Karosserie, Hinterradantrieb, Trommelbremsen und hinterer Starrachse; später wurde auch eine Kombi-Variante und eine 1,5-Liter-Version der Limousine vorgestellt. Ab 1962 ergänzte die Cedric-Custom-Limousine, eine besser ausgestattete Variante mit 6 cm längerem Radstand, das Angebot, 1963 erschien zudem der Cedric Special, der nur als Nissan vertrieben wurde, auf nochmals um 14 cm gestrecktem Radstand und mit 2,8-Liter-Reihensechszylinder ausgerüstet.

## Cedric (P130), 1965–1971
Der Cedric der zweiten Generation, erschienen im Oktober 1965, erhielt eine vollständig neue Karosserie und wurde teils von neuen Motoren angetrieben. Zur Wahl standen ein Zweiliter-Vierzylinder, verschiedene Sechszylinder gleichen Hubraums oder mit 2,3, später 2,4 Litern und ein 2,2-Liter-Dieselmotor. Bezeichnung im Export Datsun 2000/2200/2300/2400.
Der Cedric Special wurde durch den neuen Nissan President ersetzt.
| Technische Daten Nissan Cedric (1960–1971) | Technische Daten Nissan Cedric (1960–1971)               | Technische Daten Nissan Cedric (1960–1971)               | Technische Daten Nissan Cedric (1960–1971)                                                 | Technische Daten Nissan Cedric (1960–1971)                                                 | Technische Daten Nissan Cedric (1960–1971)                                                 | Technische Daten Nissan Cedric (1960–1971)                                                 |
| Nissan Cedric                              | 30/1500                                                  | 30/1900                                                  | P130/2000-4                                                                                | P130/Diesel                                                                                | P130/2000 Six                                                                              | P130/2300                                                                                  |
| ------------------------------------------ | -------------------------------------------------------- | -------------------------------------------------------- | ------------------------------------------------------------------------------------------ | ------------------------------------------------------------------------------------------ | ------------------------------------------------------------------------------------------ | ------------------------------------------------------------------------------------------ |
| Motor:                                     | 4-Zylinder-Reihenmotor (Viertakt)                        | 4-Zylinder-Reihenmotor (Viertakt)                        | 4-Zylinder-Reihenmotor (Viertakt)                                                          | 4-Zylinder-Reihenmotor (Viertakt)                                                          | 6-Zylinder-Reihenmotor (Viertakt)                                                          | 6-Zylinder-Reihenmotor (Viertakt)                                                          |
| Hubraum:                                   | 1488 cm³                                                 | 1883 cm³                                                 | 1983 cm³                                                                                   | 2164 cm³                                                                                   | 1973 cm³                                                                                   | 2262 cm³                                                                                   |
| Bohrung × Hub:                             | 80 × 74 mm                                               | 85 × 83 mm                                               | 87,2 × 83 mm                                                                               | 83 × 100 mm                                                                                | 73 × 78,6 mm                                                                               | 83 × 69,7 mm                                                                               |
| Leistung bei 1/min:                        | 52 kW (71 PS) bei 5200                                   | 65 kW (88 PS) bei 4800                                   | 73 kW (99 SAE-PS) bei 5000                                                                 | 51 kW (70 SAE-PS) bei 4000                                                                 | 81 kW (110 SAE-PS) bei 5200                                                                | 90 kW (123 SAE-PS) bei 5600                                                                |
| Max. Drehmoment bei 1/min:                 | 113 Nm bei 3200                                          | 153 Nm bei 3200                                          | 167 Nm bei 3600                                                                            | 145 Nm bei 1800                                                                            | 160 Nm bei 3600                                                                            | 187 Nm bei 3600                                                                            |
| Verdichtung:                               | 8,0:1                                                    | 8,5:1                                                    | 8,2:1                                                                                      | 22:1                                                                                       | 8,3:1                                                                                      | 9:1                                                                                        |
| Gemischaufbereitung:                       | 1 Fallstromvergaser                                      | 1 Fallstrom-Doppelvergaser                               | 1 Fallstrom-Doppelvergaser                                                                 | Diesel-Einspritzpumpe                                                                      | 1 Fallstrom-Doppelvergaser                                                                 | 1 Fallstrom-Doppelvergaser                                                                 |
| Ventilsteuerung:                           | Seitliche Nockenwelle, Antrieb über Kette                | Seitliche Nockenwelle, Antrieb über Kette                | Seitliche Nockenwelle, Antrieb über Kette                                                  | Seitliche Nockenwelle, Antrieb über Kette                                                  | Seitliche Nockenwelle, Antrieb über Kette                                                  | Seitliche Nockenwelle, Antrieb über Kette                                                  |
| Kühlung:                                   | Wasserkühlung                                            | Wasserkühlung                                            | Wasserkühlung                                                                              | Wasserkühlung                                                                              | Wasserkühlung                                                                              | Wasserkühlung                                                                              |
| Getriebe:                                  | 4-Gang-Getriebe Hinterradantrieb                         | 4-Gang-Getriebe Hinterradantrieb                         | 3- oder 4-Gang-Getriebe a.W. (außer Diesel) Borg-Warner-Dreigangautomatik Hinterradantrieb | 3- oder 4-Gang-Getriebe a.W. (außer Diesel) Borg-Warner-Dreigangautomatik Hinterradantrieb | 3- oder 4-Gang-Getriebe a.W. (außer Diesel) Borg-Warner-Dreigangautomatik Hinterradantrieb | 3- oder 4-Gang-Getriebe a.W. (außer Diesel) Borg-Warner-Dreigangautomatik Hinterradantrieb |
| Radaufhängung vorn:                        | je zwei ungleich lange Querlenker, Schraubenfedern       | je zwei ungleich lange Querlenker, Schraubenfedern       | je zwei ungleich lange Querlenker, Schraubenfedern                                         | je zwei ungleich lange Querlenker, Schraubenfedern                                         | je zwei ungleich lange Querlenker, Schraubenfedern                                         | je zwei ungleich lange Querlenker, Schraubenfedern                                         |
| Radaufhängung hinten:                      | Starrachse, halbelliptische Blattfedern                  | Starrachse, halbelliptische Blattfedern                  | Starrachse, halbelliptische Blattfedern                                                    | Starrachse, halbelliptische Blattfedern                                                    | Starrachse, halbelliptische Blattfedern                                                    | Starrachse, halbelliptische Blattfedern                                                    |
| Bremsen:                                   | Trommelbremsen rundum                                    | Trommelbremsen rundum                                    | Trommelbremsen rundum, teils Scheibenbremsen vorne                                         | Trommelbremsen rundum, teils Scheibenbremsen vorne                                         | Trommelbremsen rundum, teils Scheibenbremsen vorne                                         | Trommelbremsen rundum, teils Scheibenbremsen vorne                                         |
| Lenkung:                                   | Schneckenlenkung                                         | Schneckenlenkung                                         | Kugelumlauflenkung                                                                         | Kugelumlauflenkung                                                                         | Kugelumlauflenkung                                                                         | Kugelumlauflenkung                                                                         |
| Karosserie:                                | Stahlblech, selbsttragend                                | Stahlblech, selbsttragend                                | Stahlblech, selbsttragend                                                                  | Stahlblech, selbsttragend                                                                  | Stahlblech, selbsttragend                                                                  | Stahlblech, selbsttragend                                                                  |
| Spurweite vorn/hinten:                     | 1340/1370 mm                                             | 1340/1370 mm                                             | 1375/1375 mm                                                                               | 1375/1375 mm                                                                               | 1375/1375 mm                                                                               | 1375/1375 mm                                                                               |
| Radstand:                                  | 2630 mm Custom: 2690 mm                                  | 2630 mm Custom: 2690 mm                                  | 2690 mm                                                                                    | 2690 mm                                                                                    | 2690 mm                                                                                    | 2690 mm                                                                                    |
| Abmessungen:                               | 4590 × 1690 × 1505–1520 mm Custom: 4650 × 2690 × 1505 mm | 4590 × 1690 × 1505–1520 mm Custom: 4650 × 2690 × 1505 mm | 4690 × 1690 × 1445–1470 mm                                                                 | 4690 × 1690 × 1445–1470 mm                                                                 | 4690 × 1690 × 1445–1470 mm                                                                 | 4690 × 1690 × 1445–1470 mm                                                                 |
| Leergewicht:                               | 1180 kg                                                  | 1210–1350 kg                                             | 1200 kg                                                                                    | 1280 kg                                                                                    | 1280–1355 kg                                                                               | 1280 kg                                                                                    |
| Höchstgeschwindigkeit:                     | ca. 130 km/h                                             | ca. 140 km/h                                             | 145 km/h                                                                                   | 120 km/h                                                                                   | 155 km/h                                                                                   | 160 km/h                                                                                   |
| 0–100 km/h:                                | nicht angegeben                                          | nicht angegeben                                          | nicht angegeben                                                                            | nicht angegeben                                                                            | nicht angegeben                                                                            | nicht angegeben                                                                            |
| Verbrauch (Liter/100 Kilometer):           | 9–10 N                                                   | ca. 10 N                                                 | nicht angegeben                                                                            | nicht angegeben                                                                            | nicht angegeben                                                                            | nicht angegeben                                                                            |
| Preis (SFr):                               | --                                                       | --                                                       | --                                                                                         | --                                                                                         | --                                                                                         | 14.400 (1969)                                                                              |

## Cedric (230), 1971–1975
Im Februar 1971 lancierte Nissan erneut einen ganz neue entwickelten Cedric mit Karosserie im amerikanischen Stil. Ab dieser Serie waren Cedric und Gloria weitgehend gleiche Schwestermodelle mit kleineren stilistischen Unterschieden. Angeboten wurden zweitürige Hardtop-Coupés, viertürige Limousinen mit und ohne B-Säulen und Kombiausführungen, angetrieben von Zweiliter-Vier- oder Sechszylindern, einem 2,4-, einem 2,6-Liter-Sechszylinder oder einem Dieselmotor. Dieses Modell wurde, unter den Bezeichnungen Datsun 220C/240C/260C auch in einige europäische Länder exportiert, nicht aber nach Deutschland.
| Technische Daten Nissan Cedric (1971–1975) | Technische Daten Nissan Cedric (1971–1975)                                                | Technische Daten Nissan Cedric (1971–1975)                                                | Technische Daten Nissan Cedric (1971–1975)                                                | Technische Daten Nissan Cedric (1971–1975)                                                | Technische Daten Nissan Cedric (1971–1975)                                                |
| Nissan Cedric                              | 2000-4                                                                                    | Diesel                                                                                    | 2000-6                                                                                    | 2400                                                                                      | 2600                                                                                      |
| ------------------------------------------ | ----------------------------------------------------------------------------------------- | ----------------------------------------------------------------------------------------- | ----------------------------------------------------------------------------------------- | ----------------------------------------------------------------------------------------- | ----------------------------------------------------------------------------------------- |
| Motor:                                     | 4-Zylinder-Reihenmotor (Viertakt)                                                         | 4-Zylinder-Reihenmotor (Viertakt)                                                         | 6-Zylinder-Reihenmotor (Viertakt)                                                         | 6-Zylinder-Reihenmotor (Viertakt)                                                         | 6-Zylinder-Reihenmotor (Viertakt)                                                         |
| Hubraum:                                   | 1982 cm³                                                                                  | 2164 cm³                                                                                  | 1998 cm³                                                                                  | 2393 cm³                                                                                  | 2565 cm³                                                                                  |
| Bohrung × Hub:                             | 87,2 × 83 mm                                                                              | 83 × 100 mm                                                                               | 78 × 69,7 mm                                                                              | 83 × 73,7 mm                                                                              | 83 × 79 mm                                                                                |
| Leistung bei 1/min:                        | 73 kW (99 SAE-PS) bei 5000                                                                | 51 kW (70 SAE-PS) bei 4000                                                                | 85–95 kW (115–130 SAE-PS) bei 6000                                                        | 95 kW (130 SAE-PS) bei 5600                                                               | 103 kW (140 SAE-PS) bei 5200                                                              |
| Max. Drehmoment bei 1/min:                 | 167 Nm bei 3600                                                                           | 145 Nm bei 1800                                                                           | 162–171 Nm bei 4000                                                                       | 196 Nm bei 3600                                                                           | 216 Nm bei 4000                                                                           |
| Verdichtung:                               | 8,2:1                                                                                     | 22:1                                                                                      | 8,6–9,5:1                                                                                 | 8,5:1                                                                                     | 8,6:1                                                                                     |
| Gemischaufbereitung:                       | 1 × 2                                                                                     | Diesel-Einspritzpumpe                                                                     | 1 × 2 oder 2 × 2                                                                          | 1 × 2                                                                                     | 1 × 2                                                                                     |
| Ventilsteuerung:                           | Seitliche Nockenwelle                                                                     | Seitliche Nockenwelle                                                                     | Obenliegende Nockenwelle, Antrieb über Kette                                              | Obenliegende Nockenwelle, Antrieb über Kette                                              | Obenliegende Nockenwelle, Antrieb über Kette                                              |
| Kühlung:                                   | Wasserkühlung                                                                             | Wasserkühlung                                                                             | Wasserkühlung                                                                             | Wasserkühlung                                                                             | Wasserkühlung                                                                             |
| Getriebe:                                  | 3- oder 4-Gang-Getriebe Sechszylinder a.W. Borg-Warner-Dreigangautomatik Hinterradantrieb | 3- oder 4-Gang-Getriebe Sechszylinder a.W. Borg-Warner-Dreigangautomatik Hinterradantrieb | 3- oder 4-Gang-Getriebe Sechszylinder a.W. Borg-Warner-Dreigangautomatik Hinterradantrieb | 3- oder 4-Gang-Getriebe Sechszylinder a.W. Borg-Warner-Dreigangautomatik Hinterradantrieb | 3- oder 4-Gang-Getriebe Sechszylinder a.W. Borg-Warner-Dreigangautomatik Hinterradantrieb |
| Radaufhängung vorn:                        | je zwei ungleich lange Querlenker, Schraubenfedern                                        | je zwei ungleich lange Querlenker, Schraubenfedern                                        | je zwei ungleich lange Querlenker, Schraubenfedern                                        | je zwei ungleich lange Querlenker, Schraubenfedern                                        | je zwei ungleich lange Querlenker, Schraubenfedern                                        |
| Radaufhängung hinten:                      | Starrachse, halbelliptische Blattfedern                                                   | Starrachse, halbelliptische Blattfedern                                                   | Starrachse, halbelliptische Blattfedern                                                   | Starrachse, halbelliptische Blattfedern                                                   | Starrachse, halbelliptische Blattfedern                                                   |
| Bremsen:                                   | Trommelbremsen rundum                                                                     | Trommelbremsen rundum                                                                     | Scheibenbremsen vorne, Trommelbremsen hinten                                              | Scheibenbremsen vorne, Trommelbremsen hinten                                              | Scheibenbremsen vorne, Trommelbremsen hinten                                              |
| Lenkung:                                   | Kugelumlauflenkung                                                                        | Kugelumlauflenkung                                                                        | Kugelumlauflenkung                                                                        | Kugelumlauflenkung                                                                        | Kugelumlauflenkung                                                                        |
| Karosserie:                                | Stahlblech, selbsttragend                                                                 | Stahlblech, selbsttragend                                                                 | Stahlblech, selbsttragend                                                                 | Stahlblech, selbsttragend                                                                 | Stahlblech, selbsttragend                                                                 |
| Spurweite vorn/hinten:                     | 1380/1380 mm                                                                              | 1380/1380 mm                                                                              | 1380/1380 mm                                                                              | 1380/1380 mm                                                                              | 1380/1380 mm                                                                              |
| Radstand:                                  | 2690 mm                                                                                   | 2690 mm                                                                                   | 2690 mm                                                                                   | 2690 mm                                                                                   | 2690 mm                                                                                   |
| Abmessungen:                               | 4690 × 1690 × 1420–1455 mm                                                                | 4690 × 1690 × 1420–1455 mm                                                                | 4690 × 1690 × 1420–1455 mm                                                                | 4690 × 1690 × 1420–1455 mm                                                                | 4690 × 1690 × 1420–1455 mm                                                                |
| Leergewicht:                               | 1300–1360 kg                                                                              | 1300–1360 kg                                                                              | 1300–1360 kg                                                                              | 1300–1360 kg                                                                              | 1300–1360 kg                                                                              |
| Höchstgeschwindigkeit:                     | 140 km/h                                                                                  | 120 km/h                                                                                  | 155–170 km/h                                                                              | 165 km/h                                                                                  | 170 km/h                                                                                  |
| 0–100 km/h:                                | nicht angegeben                                                                           | nicht angegeben                                                                           | nicht angegeben                                                                           | nicht angegeben                                                                           | nicht angegeben                                                                           |
| Verbrauch (Liter/100 Kilometer):           | nicht angegeben                                                                           | nicht angegeben                                                                           | nicht angegeben                                                                           | nicht angegeben                                                                           | nicht angegeben                                                                           |

## Cedric (330), 1975–1979
Im Juni 1975 erhielt der Cedric neue Karosserien von weiterhin amerikanischem Zuschnitt. Der 2,6-Liter wurde durch einen 2,8 Liter großen Reihensechszylinder ergänzt. Die Exportbezeichnung lautete, je nach Motorisierung, Datsun 200C, 220C, 260C oder 280C.
| Nissan Cedric                    | 2000                                                                | 2000i                                                               | 2600 (EU)                                                           | 2800 (EU)                                                           | 2000 Diesel                                                         | 2200 Diesel                                                         |
| -------------------------------- | ------------------------------------------------------------------- | ------------------------------------------------------------------- | ------------------------------------------------------------------- | ------------------------------------------------------------------- | ------------------------------------------------------------------- | ------------------------------------------------------------------- |
| Motor:                           | 6-Zylinder-Reihenmotor (Viertakt)                                   | 6-Zylinder-Reihenmotor (Viertakt)                                   | 6-Zylinder-Reihenmotor (Viertakt)                                   | 6-Zylinder-Reihenmotor (Viertakt)                                   | 4-Zylinder-Reihenmotor (Viertakt)                                   | 4-Zylinder-Reihenmotor (Viertakt)                                   |
| Hubraum:                         | 1998 cm³                                                            | 1998 cm³                                                            | 2565 cm³                                                            | 2753 cm³                                                            | 1991 cm³                                                            | 2164 cm³                                                            |
| Motortyp:                        | L20                                                                 | L20E                                                                | L26                                                                 | L28                                                                 | SD20                                                                | SD22                                                                |
| Bohrung × Hub:                   | 78 × 69,7 mm                                                        | 78 × 69,7 mm                                                        | 83 × 79 mm                                                          | 86 × 79 mm                                                          | 83 × 92 mm                                                          | 83 × 100 mm                                                         |
| Leistung bei 1/min:              | 85 kW (115 SAE-PS) bei 5600                                         | 96 kW (130 SAE-PS) bei 6000                                         | 87 kW (118 PS) bei 5200                                             | 92 kW (125 PS) bei 4800                                             | 44 kW (60 SAE-PS) bei 4000                                          | 48 kW (65 SAE-PS) bei 4000                                          |
| Max. Drehmoment bei 1/min:       | 162 Nm bei 3600                                                     | 167 Nm bei 4400                                                     | 179 Nm bei 3200                                                     | 221 Nm bei 3600                                                     | 128 Nm bei 1800                                                     | 142 Nm bei 1800                                                     |
| Verdichtung:                     | 8,6:1                                                               | 8,6:1                                                               | 8,6:1                                                               | 8,3:1                                                               | 20,0:1                                                              | 20,8:1                                                              |
| Gemischaufbereitung:             | 1 Fallstrom-Vergaser                                                | Einspritzung                                                        | 1 Fallstrom-Registervergaser                                        | 1 Fallstrom-Registervergaser                                        | Diesel-Einspritzpumpe                                               | Diesel-Einspritzpumpe                                               |
| Ventilsteuerung:                 | Obenliegende Nockenwelle, Antrieb über Kette                        | Obenliegende Nockenwelle, Antrieb über Kette                        | Obenliegende Nockenwelle, Antrieb über Kette                        | Obenliegende Nockenwelle, Antrieb über Kette                        | Seitliche Nockenwelle, Antrieb über Zahnräder                       | Seitliche Nockenwelle, Antrieb über Zahnräder                       |
| Kühlung:                         | Wasserkühlung                                                       | Wasserkühlung                                                       | Wasserkühlung                                                       | Wasserkühlung                                                       | Wasserkühlung                                                       | Wasserkühlung                                                       |
| Getriebe:                        | 3-, 4- oder 5-Gang-Getriebe a.W. Dreigangautomatik Hinterradantrieb | 3-, 4- oder 5-Gang-Getriebe a.W. Dreigangautomatik Hinterradantrieb | 3-, 4- oder 5-Gang-Getriebe a.W. Dreigangautomatik Hinterradantrieb | 3-, 4- oder 5-Gang-Getriebe a.W. Dreigangautomatik Hinterradantrieb | 3-, 4- oder 5-Gang-Getriebe a.W. Dreigangautomatik Hinterradantrieb | 3-, 4- oder 5-Gang-Getriebe a.W. Dreigangautomatik Hinterradantrieb |
| Radaufhängung vorn:              | je zwei ungleich lange Querlenker, Schraubenfedern, Stabilisator    | je zwei ungleich lange Querlenker, Schraubenfedern, Stabilisator    | je zwei ungleich lange Querlenker, Schraubenfedern, Stabilisator    | je zwei ungleich lange Querlenker, Schraubenfedern, Stabilisator    | je zwei ungleich lange Querlenker, Schraubenfedern, Stabilisator    | je zwei ungleich lange Querlenker, Schraubenfedern, Stabilisator    |
| Radaufhängung hinten:            | Starrachse, halbelliptische Blattfedern, Stabilisator               | Starrachse, halbelliptische Blattfedern, Stabilisator               | Starrachse, halbelliptische Blattfedern, Stabilisator               | Starrachse, halbelliptische Blattfedern, Stabilisator               | Starrachse, halbelliptische Blattfedern, Stabilisator               | Starrachse, halbelliptische Blattfedern, Stabilisator               |
| Bremsen:                         | Scheibenbremsen vorne, Trommelbremsen hinten                        | Scheibenbremsen vorne, Trommelbremsen hinten                        | Scheibenbremsen vorne, Trommelbremsen hinten                        | Scheibenbremsen vorne, Trommelbremsen hinten                        | Scheibenbremsen vorne, Trommelbremsen hinten                        | Scheibenbremsen vorne, Trommelbremsen hinten                        |
| Lenkung:                         | Kugelumlauflenkung, a.W. mit Servo                                  | Kugelumlauflenkung, a.W. mit Servo                                  | Kugelumlauflenkung, a.W. mit Servo                                  | Kugelumlauflenkung, a.W. mit Servo                                  | Kugelumlauflenkung, a.W. mit Servo                                  | Kugelumlauflenkung, a.W. mit Servo                                  |
| Karosserie:                      | Stahlblech, selbsttragend                                           | Stahlblech, selbsttragend                                           | Stahlblech, selbsttragend                                           | Stahlblech, selbsttragend                                           | Stahlblech, selbsttragend                                           | Stahlblech, selbsttragend                                           |
| Spurweite vorn/hinten:           | 1385/1380 mm                                                        | 1385/1380 mm                                                        | 1385/1380 mm                                                        | 1385/1380 mm                                                        | 1385/1380 mm                                                        | 1385/1380 mm                                                        |
| Radstand:                        | 2690 mm                                                             | 2690 mm                                                             | 2690 mm                                                             | 2690 mm                                                             | 2690 mm                                                             | 2690 mm                                                             |
| Abmessungen:                     | 4690 × 1690 × 1420–1440 mm                                          | 4690 × 1690 × 1420–1440 mm                                          | 4690 × 1690 × 1420–1440 mm                                          | 4690 × 1690 × 1420–1440 mm                                          | 4690 × 1690 × 1420–1440 mm                                          | 4690 × 1690 × 1420–1440 mm                                          |
| Leergewicht:                     | 1370–1465 kg                                                        | 1370–1465 kg                                                        | 1440–1470 kg                                                        | 1440–1470 kg                                                        | 1370–1420 kg                                                        | 1370–1420 kg                                                        |
| Höchstgeschwindigkeit (Werk):    | 145–170 km/h                                                        | 145–170 km/h                                                        | 165–180 km/h                                                        | 165–180 km/h                                                        | 110–120 km/h                                                        | 110–120 km/h                                                        |
| 0–100 km/h:                      | nicht angegeben                                                     | nicht angegeben                                                     | nicht angegeben                                                     | nicht angegeben                                                     | nicht angegeben                                                     | nicht angegeben                                                     |
| Verbrauch (Liter/100 Kilometer): | ca. 10–15                                                           | ca. 10–15                                                           | nicht angegeben                                                     | nicht angegeben                                                     | nicht angegeben                                                     | nicht angegeben                                                     |

## Cedric (430), 1979–1983
Beim nächsten Modellwechsel im Juni 1979 erhielt der Cedric wiederum neue Karosserien im zeitgenössischen kantigen Stil. Das Coupé entfiel. Diese Bauserie erhielt erstmals Zweiliter-Turbomotoren, der Dieselmotor wurde auf 2,8 Liter (Reihensechszylinder) vergrößert. Name im Export Datsun 220C, 240C und 280C.

## Cedric (Y30), 1983–1987
Facelift-Ausführung des Typs 430, angeboten mit Reihensechszylinder- oder V6-Motoren von zwei bis drei Litern Hubraum, Export in manche europäischen Länder unter der Bezeichnung Nissan 300C. Der Kombi dieser Generation blieb bis 1999 in Produktion, da die nachfolgenden Modellgenerationen nicht mehr als solcher gebaut wurden.
| Technische Daten Nissan Cedric Y30 (1983–1987) | Technische Daten Nissan Cedric Y30 (1983–1987)  | Technische Daten Nissan Cedric Y30 (1983–1987) | Technische Daten Nissan Cedric Y30 (1983–1987) | Technische Daten Nissan Cedric Y30 (1983–1987) | Technische Daten Nissan Cedric Y30 (1983–1987)  |
| Nissan Cedric                                  | V20                                             | V20 Turbo                                      | V30                                            | V30 Turbo                                      | Diesel                                          |
| ---------------------------------------------- | ----------------------------------------------- | ---------------------------------------------- | ---------------------------------------------- | ---------------------------------------------- | ----------------------------------------------- |
| Motor:                                         | 6-Zylinder-V-Motor (Viertakt)                   | 6-Zylinder-V-Motor (Viertakt)                  | 6-Zylinder-V-Motor (Viertakt)                  | 6-Zylinder-V-Motor (Viertakt)                  | 6-Zylinder-Reihenmotor (Viertakt)               |
| Hubraum:                                       | 1998 cm³                                        | 1998 cm³                                       | 2960 cm³                                       | 2960 cm³                                       | 2825 cm³                                        |
| Bohrung × Hub:                                 | 78 × 69,7 mm                                    | 78 × 69,7 mm                                   | 87 × 83 mm                                     | 87 × 83 mm                                     | 85 × 83 mm                                      |
| Leistung bei 1/min:                            | 96 kW (130 PS) bei 6000                         | 132 kW (180 PS) bei 6000                       | 132 kW (180 PS) bei 5200                       | 170 kW (230 PS) bei 5200                       | 74 kW (100 PS) bei 4800                         |
| Max. Drehmoment bei 1/min:                     | 175 Nm bei 4400                                 | 225 Nm bei 4000                                | 265 Nm bei 4000                                | 340 Nm bei 3600                                | 185 Nm bei 2400                                 |
| Verdichtung:                                   | 9,5:1                                           | 8,0:1                                          | 9,0:1                                          | 7,8:1                                          | 21,2:1                                          |
| Gemischaufbereitung:                           | Einspritzung                                    | Einspritzung                                   | Einspritzung                                   | Einspritzung                                   | Diesel-Einspritzpumpe                           |
| Ventilsteuerung:                               | Obenliegende Nockenwelle, Antrieb über Kette    | Obenliegende Nockenwelle, Antrieb über Kette   | Obenliegende Nockenwelle, Antrieb über Kette   | Obenliegende Nockenwelle, Antrieb über Kette   | Obenliegende Nockenwelle, Antrieb über Kette    |
| Kühlung:                                       | Wasserkühlung                                   | Wasserkühlung                                  | Wasserkühlung                                  | Wasserkühlung                                  | Wasserkühlung                                   |
| Getriebe:                                      | 5-Gang-Getriebe a.W. Automatik Hinterradantrieb | Automatik Hinterradantrieb                     | Automatik Hinterradantrieb                     | Automatik Hinterradantrieb                     | 5-Gang-Getriebe a.W. Automatik Hinterradantrieb |
| Radaufhängung vorn:                            | Querlenker, Schraubenfedern                     | Querlenker, Schraubenfedern                    | Querlenker, Schraubenfedern                    | Querlenker, Schraubenfedern                    | Querlenker, Schraubenfedern                     |
| Radaufhängung hinten:                          | Starrachse, Schraubenfedern                     | Starrachse, Schraubenfedern                    | Starrachse, Schraubenfedern                    | Starrachse, Schraubenfedern                    | Starrachse, Schraubenfedern                     |
| Bremsen:                                       | Scheibenbremsen rundum, Bremskraftverstärker    | Scheibenbremsen rundum, Bremskraftverstärker   | Scheibenbremsen rundum, Bremskraftverstärker   | Scheibenbremsen rundum, Bremskraftverstärker   | Scheibenbremsen rundum, Bremskraftverstärker    |
| Lenkung:                                       | Kugelumlauflenkung                              | Kugelumlauflenkung                             | Kugelumlauflenkung                             | Kugelumlauflenkung                             | Kugelumlauflenkung                              |
| Karosserie:                                    | Stahlblech, selbsttragend                       | Stahlblech, selbsttragend                      | Stahlblech, selbsttragend                      | Stahlblech, selbsttragend                      | Stahlblech, selbsttragend                       |
| Spurweite vorn/hinten:                         | 1430/1400 mm                                    | 1430/1400 mm                                   | 1430/1400 mm                                   | 1430/1400 mm                                   | 1430/1400 mm                                    |
| Radstand:                                      | 2730 mm                                         | 2730 mm                                        | 2730 mm                                        | 2730 mm                                        | 2730 mm                                         |
| Abmessungen:                                   | 4690 × 1690 × 1420–1425 mm                      | 4690 × 1690 × 1420–1425 mm                     | 4690 × 1690 × 1420–1425 mm                     | 4690 × 1690 × 1420–1425 mm                     | 4690 × 1690 × 1420–1425 mm                      |
| Leergewicht:                                   | 1380 kg                                         | 1480 kg                                        | 1530 kg                                        | 1580 kg                                        | 1440 kg                                         |
| Höchstgeschwindigkeit:                         | 175 km/h                                        | 180 km/h                                       | 180 km/h                                       | 180 km/h                                       | 160 km/h                                        |
| 0–100 km/h:                                    | n. a.                                           | n. a.                                          | n. a.                                          | n. a.                                          | n. a.                                           |
| Verbrauch (Liter/100 Kilometer):               | 11,1 N                                          | 11,1 N                                         | 13,7 N                                         | 13,3 N                                         | n. a.                                           |

## Cedric (Y31), 1987–1991
Mit dem im Juni 1987 eingeführten Y31 nahm der Cedric eine sportlichere Richtung ein. Angetrieben wurden die viertürigen Hardtop- oder B-Säulen-Limousinen von Zwei- oder Dreiliter-V6-Maschinen mit oder ohne Turbolader oder dem 2,8-Liter-Diesel. Für den japanischen Flottenmarkt standen zudem Zweiliter-Vierzylinder für den Flüssiggasbetrieb zur Verfügung. Innovativ war die sehr moderne, 1989 eingeführte Fünfgangautomatik. Ab dem Y31 wurde der Cedric nicht mehr nach Europa exportiert.

## Cedric (Y32), 1991–1995
Der Modellwechsel im Juni 1991 brachte neue Karosserien und den Entfall sämtlicher Versionen mit Schaltgetriebe; es standen nur noch Vier- und Fünfgangautomatikgetriebe zur Verfügung. Die Motorenpalette blieb unverändert.
| Technische Daten Nissan Cedric Y32 (1991–1995) | Technische Daten Nissan Cedric Y32 (1991–1995)                                     | Technische Daten Nissan Cedric Y32 (1991–1995)                                     | Technische Daten Nissan Cedric Y32 (1991–1995)                                     | Technische Daten Nissan Cedric Y32 (1991–1995)                                     | Technische Daten Nissan Cedric Y32 (1991–1995)                                     | Technische Daten Nissan Cedric Y32 (1991–1995)                                     |
| Nissan Cedric:                                 | 2.0                                                                                | 3.0                                                                                | 3.0 DOHC                                                                           | 3.0 Turbo                                                                          | V8                                                                                 | Diesel                                                                             |
| ---------------------------------------------- | ---------------------------------------------------------------------------------- | ---------------------------------------------------------------------------------- | ---------------------------------------------------------------------------------- | ---------------------------------------------------------------------------------- | ---------------------------------------------------------------------------------- | ---------------------------------------------------------------------------------- |
| Motor:                                         | 6-Zylinder-V-Motor (Viertakt), Gabelwinkel 60°                                     | 6-Zylinder-V-Motor (Viertakt), Gabelwinkel 60°                                     | 6-Zylinder-V-Motor (Viertakt), Gabelwinkel 60°                                     | 6-Zylinder-V-Motor (Viertakt), Gabelwinkel 60°                                     | 8-Zylinder-V-Motor (Viertakt), Gabelwinkel 90°                                     | 6-Zylinder-Reihenmotor (Viertakt)                                                  |
| Hubraum:                                       | 1998 cm³                                                                           | 2960 cm³                                                                           | 2960 cm³                                                                           | 2960 cm³                                                                           | 4130 cm³                                                                           | 2825 cm³                                                                           |
| Bohrung × Hub:                                 | 78 × 69,7 mm                                                                       | 87 × 83 mm                                                                         | 87 × 83 mm                                                                         | 87 × 83 mm                                                                         | 93 × 76 mm                                                                         | 85 × 83 mm                                                                         |
| Leistung bei 1/min:                            | 92 kW (125 PS) bei 6000                                                            | 118 kW (160 PS) bei 5200                                                           | 147 kW (200 PS) bei 6000                                                           | 187 kW (255 PS) bei 6000                                                           | 198 kW (270 PS) bei 6000                                                           | 69 kW (94 PS) bei 4800                                                             |
| Max. Drehmoment bei 1/min:                     | 167 Nm bei 3200                                                                    | 248 Nm bei 3200                                                                    | 260 Nm bei 4400                                                                    | 343 Nm bei 3200                                                                    | 371 Nm bei 4400                                                                    | 177 Nm bei 2400                                                                    |
| Verdichtung:                                   | 9,5:1                                                                              | 9,1:1                                                                              | 10,5:1                                                                             | 8,5:1                                                                              | 10,5:1                                                                             | 21,2:1                                                                             |
| Gemischaufbereitung:                           | Einspritzung                                                                       | Einspritzung                                                                       | Einspritzung                                                                       | Einspritzung                                                                       | Einspritzung                                                                       | Diesel-Einspritzpumpe                                                              |
| Ventilsteuerung:                               | OHC, Antrieb über Zahnriemen                                                       | OHC, Antrieb über Zahnriemen                                                       | DOHC, Antrieb über Zahnriemen                                                      | DOHC, Antrieb über Zahnriemen                                                      | DOHC, Antrieb über Kette                                                           | OHC, Antrieb über Zahnriemen                                                       |
| Kühlung:                                       | Wasserkühlung                                                                      | Wasserkühlung                                                                      | Wasserkühlung                                                                      | Wasserkühlung                                                                      | Wasserkühlung                                                                      | Wasserkühlung                                                                      |
| Getriebe:                                      | 5-Gang-Getriebe a.W. Viergang-Automatik Hinterradantrieb                           | 5-Gang-Getriebe a.W. 4- oder 5-Gang-Automatik Hinterradantrieb                     | 4- oder 5-Gang-Automatik Hinterradantrieb                                          | 4- oder 5-Gang-Automatik Hinterradantrieb                                          | 4-Gang-Automatik Hinterradantrieb                                                  | 5-Gang-Getriebe a.W. Viergang-Automatik Hinterradantrieb                           |
| Radaufhängung vorn:                            | Querlenker, Zugstreben, Schraubenfedern                                            | Querlenker, Zugstreben, Schraubenfedern                                            | Querlenker, Zugstreben, Schraubenfedern                                            | Querlenker, Zugstreben, Schraubenfedern                                            | Querlenker, Zugstreben, Schraubenfedern                                            | Querlenker, Zugstreben, Schraubenfedern                                            |
| Radaufhängung hinten:                          | Mehrlenkerachse, Schraubenfedern                                                   | Mehrlenkerachse, Schraubenfedern                                                   | Mehrlenkerachse, Schraubenfedern                                                   | Mehrlenkerachse, Schraubenfedern                                                   | Mehrlenkerachse, Schraubenfedern                                                   | Mehrlenkerachse, Schraubenfedern                                                   |
| Bremsen:                                       | Innenbelüftete Scheibenbremsen rundum, Bremskraftverstärker, ABS                   | Innenbelüftete Scheibenbremsen rundum, Bremskraftverstärker, ABS                   | Innenbelüftete Scheibenbremsen rundum, Bremskraftverstärker, ABS                   | Innenbelüftete Scheibenbremsen rundum, Bremskraftverstärker, ABS                   | Innenbelüftete Scheibenbremsen rundum, Bremskraftverstärker, ABS                   | Innenbelüftete Scheibenbremsen rundum, Bremskraftverstärker, ABS                   |
| Lenkung:                                       | Zahnstangenlenkung, servounterstützt 3.0 Turbo a.W. mit Vierradlenkung Super-HICAS | Zahnstangenlenkung, servounterstützt 3.0 Turbo a.W. mit Vierradlenkung Super-HICAS | Zahnstangenlenkung, servounterstützt 3.0 Turbo a.W. mit Vierradlenkung Super-HICAS | Zahnstangenlenkung, servounterstützt 3.0 Turbo a.W. mit Vierradlenkung Super-HICAS | Zahnstangenlenkung, servounterstützt 3.0 Turbo a.W. mit Vierradlenkung Super-HICAS | Zahnstangenlenkung, servounterstützt 3.0 Turbo a.W. mit Vierradlenkung Super-HICAS |
| Karosserie:                                    | Stahlblech, selbsttragend                                                          | Stahlblech, selbsttragend                                                          | Stahlblech, selbsttragend                                                          | Stahlblech, selbsttragend                                                          | Stahlblech, selbsttragend                                                          | Stahlblech, selbsttragend                                                          |
| Spurweite vorn/hinten:                         | 1500/1495 mm                                                                       | 1500/1495 mm                                                                       | 1500/1495 mm                                                                       | 1500/1495 mm                                                                       | 1500/1495 mm                                                                       | 1500/1495 mm                                                                       |
| Radstand:                                      | 2760 mm                                                                            | 2760 mm                                                                            | 2760 mm                                                                            | 2760 mm                                                                            | 2760 mm                                                                            | 2760 mm                                                                            |
| Abmessungen:                                   | 4800 × 1745 × 1410 mm                                                              | 4800 × 1745 × 1410 mm                                                              | 4800 × 1745 × 1410 mm                                                              | 4800 × 1745 × 1410 mm                                                              | 4800 × 1745 × 1410 mm                                                              | 4800 × 1745 × 1410 mm                                                              |
| Leergewicht:                                   | 1500 kg                                                                            | 1550 kg                                                                            | 1610 kg                                                                            | 1630 kg                                                                            | 1650 kg                                                                            | 1570 kg                                                                            |
| Höchstgeschwindigkeit:                         | ca. 180 km/h                                                                       | ca. 195 km/h                                                                       | ca. 210 km/h                                                                       | ca. 225 km/h                                                                       | ca. 240 km/h                                                                       | ca. 155 km/h                                                                       |
| 0–100 km/h:                                    | n. a.                                                                              | n. a.                                                                              | n. a.                                                                              | n. a.                                                                              | n. a.                                                                              | n. a.                                                                              |
| Verbrauch (Liter/100 Kilometer):               | 8–13 S                                                                             | 10–16 S                                                                            | 12–20 S                                                                            | 12–20 S                                                                            | 10–17 S                                                                            | 7–12 D                                                                             |

## Cedric (Y33), 1995–1998
Der im Juni 1995 vorgestellte Y33 erhielt Änderungen an der Karosserie, konnte auch mit einem neuen 2,5-Liter-V6 und mit Allradantrieb ausgestattet werden. Die Fünfgangautomatik war nicht mehr lieferbar.
| Technische Daten Nissan Cedric Y33 (1995–1998) | Technische Daten Nissan Cedric Y33 (1995–1998)                | Technische Daten Nissan Cedric Y33 (1995–1998)                | Technische Daten Nissan Cedric Y33 (1995–1998)                | Technische Daten Nissan Cedric Y33 (1995–1998)                | Technische Daten Nissan Cedric Y33 (1995–1998)                | Technische Daten Nissan Cedric Y33 (1995–1998)                | Technische Daten Nissan Cedric Y33 (1995–1998)                | Technische Daten Nissan Cedric Y33 (1995–1998)                |
| Nissan Cedric:                                 | 2.0                                                           | 2.5                                                           | 3.0                                                           | 3.0 DOHC                                                      | 3.0 DOHC Turbo                                                | 3.0 Neo–Di                                                    | 2.5 Turbo                                                     | Diesel                                                        |
| ---------------------------------------------- | ------------------------------------------------------------- | ------------------------------------------------------------- | ------------------------------------------------------------- | ------------------------------------------------------------- | ------------------------------------------------------------- | ------------------------------------------------------------- | ------------------------------------------------------------- | ------------------------------------------------------------- |
| Motor:                                         | 6-Zylinder-V-Motor (Viertakt), Gabelwinkel 60°                | 6-Zylinder-V-Motor (Viertakt), Gabelwinkel 60°                | 6-Zylinder-V-Motor (Viertakt), Gabelwinkel 60°                | 6-Zylinder-V-Motor (Viertakt), Gabelwinkel 60°                | 6-Zylinder-V-Motor (Viertakt), Gabelwinkel 60°                | 6-Zylinder-V-Motor (Viertakt), Gabelwinkel 60°                | 6-Zylinder-Reihenmotor (Viertakt)                             | 6-Zylinder-Reihenmotor (Viertakt)                             |
| Motortyp:                                      | VG20E                                                         | VQ25DE                                                        | VG30E                                                         | VG30DE³                                                       | VG30DET                                                       | VG30NEO                                                       | RB25DET                                                       | RD28                                                          |
| Hubraum:                                       | 1998 cm³                                                      | 2496 cm³                                                      | 2960 cm³                                                      | 2988 cm³                                                      | 2988 cm³                                                      | 2988 cm³                                                      | 2499 cm³                                                      | 2826 cm³                                                      |
| Bohrung × Hub:                                 | 78 × 69,7 mm                                                  | 85 × 73,3 mm                                                  | 87 × 83 mm                                                    | 93 × 73,3 mm                                                  | 93 × 73,3 mm                                                  | 93 × 73,3 mm                                                  | 86 × 71,3 mm                                                  | 85 × 83 mm                                                    |
| Leistung bei 1/min:                            | 92 kW (125 PS) bei 6000                                       | 140 kW (190 PS) bei 6400                                      | 118 kW (160 PS) bei 5200                                      | 162 kW (220 PS) bei 6400                                      | 199 kW (270 PS) bei 6000                                      | 169 kW (230 PS) bei 6400                                      | 173 kW (235 PS) bei 6400                                      | 74 kW (101 PS) bei 4800                                       |
| Max. Drehmoment bei 1/min:                     | 167 Nm bei 3200                                               | 235 Nm bei 4000                                               | 248 Nm bei 3200                                               | 280 Nm bei 4400                                               | 370 Nm bei 3600                                               | 294 Nm bei 4400                                               | 275 Nm bei 4800                                               | 179 Nm bei 2400                                               |
| Verdichtung:                                   | 9,5:1                                                         | 10:1                                                          | 9:1                                                           | 10:1                                                          | 9:1                                                           | 11:1                                                          | 9:1                                                           | 22,4:1                                                        |
| Gemischaufbereitung:                           | Einspritzung                                                  | Einspritzung                                                  | Einspritzung                                                  | Einspritzung                                                  | Einspritzung                                                  | Einspritzung                                                  | Einspritzung                                                  | Diesel-Einspritzpumpe                                         |
| Ventilsteuerung:                               | OHC, Zahnriemen                                               | DOHC, Zahnriemen                                              | OHC, Zahnriemen                                               | DOHC, Steuerkette                                             | DOHC, Steuerkette                                             | DOHC, Steuerkette                                             | DOHC, Steuerkette                                             | OHC, Zahnriemen                                               |
| Kühlung:                                       | Wasserkühlung                                                 | Wasserkühlung                                                 | Wasserkühlung                                                 | Wasserkühlung                                                 | Wasserkühlung                                                 | Wasserkühlung                                                 | Wasserkühlung                                                 | Wasserkühlung                                                 |
| Getriebe:                                      | Viergang-Automatik Hinterradantrieb, 2.5 Turbo: Allradantrieb | Viergang-Automatik Hinterradantrieb, 2.5 Turbo: Allradantrieb | Viergang-Automatik Hinterradantrieb, 2.5 Turbo: Allradantrieb | Viergang-Automatik Hinterradantrieb, 2.5 Turbo: Allradantrieb | Viergang-Automatik Hinterradantrieb, 2.5 Turbo: Allradantrieb | Viergang-Automatik Hinterradantrieb, 2.5 Turbo: Allradantrieb | Viergang-Automatik Hinterradantrieb, 2.5 Turbo: Allradantrieb | Viergang-Automatik Hinterradantrieb, 2.5 Turbo: Allradantrieb |
| Radaufhängung vorn:                            | Querlenker, Zugstreben, Schraubenfedern                       | Querlenker, Zugstreben, Schraubenfedern                       | Querlenker, Zugstreben, Schraubenfedern                       | Querlenker, Zugstreben, Schraubenfedern                       | Querlenker, Zugstreben, Schraubenfedern                       | Querlenker, Zugstreben, Schraubenfedern                       | Querlenker, Zugstreben, Schraubenfedern                       | Querlenker, Zugstreben, Schraubenfedern                       |
| Radaufhängung hinten:                          | Mehrlenkerachse, Schraubenfedern                              | Mehrlenkerachse, Schraubenfedern                              | Mehrlenkerachse, Schraubenfedern                              | Mehrlenkerachse, Schraubenfedern                              | Mehrlenkerachse, Schraubenfedern                              | Mehrlenkerachse, Schraubenfedern                              | Mehrlenkerachse, Schraubenfedern                              | Mehrlenkerachse, Schraubenfedern                              |
| Bremsen:                                       | Scheibenbremsen rundum, Bremskraftverstärker, ABS             | Scheibenbremsen rundum, Bremskraftverstärker, ABS             | Scheibenbremsen rundum, Bremskraftverstärker, ABS             | Scheibenbremsen rundum, Bremskraftverstärker, ABS             | Scheibenbremsen rundum, Bremskraftverstärker, ABS             | Scheibenbremsen rundum, Bremskraftverstärker, ABS             | Scheibenbremsen rundum, Bremskraftverstärker, ABS             | Scheibenbremsen rundum, Bremskraftverstärker, ABS             |
| Lenkung:                                       | Zahnstangenlenkung, servounterstützt                          | Zahnstangenlenkung, servounterstützt                          | Zahnstangenlenkung, servounterstützt                          | Zahnstangenlenkung, servounterstützt                          | Zahnstangenlenkung, servounterstützt                          | Zahnstangenlenkung, servounterstützt                          | Zahnstangenlenkung, servounterstützt                          | Zahnstangenlenkung, servounterstützt                          |
| Karosserie:                                    | Stahlblech, selbsttragend                                     | Stahlblech, selbsttragend                                     | Stahlblech, selbsttragend                                     | Stahlblech, selbsttragend                                     | Stahlblech, selbsttragend                                     | Stahlblech, selbsttragend                                     | Stahlblech, selbsttragend                                     | Stahlblech, selbsttragend                                     |
| Spurweite vorn/hinten:                         | 1500/1495 mm                                                  | 1500/1495 mm                                                  | 1500/1495 mm                                                  | 1500/1495 mm                                                  | 1500/1495 mm                                                  | 1500/1495 mm                                                  | 1500/1495 mm                                                  | 1500/1495 mm                                                  |
| Radstand:                                      | 2800 mm                                                       | 2800 mm                                                       | 2800 mm                                                       | 2800 mm                                                       | 2800 mm                                                       | 2800 mm                                                       | 2800 mm                                                       | 2800 mm                                                       |
| Abmessungen:                                   | 4870 × 1765 × 1430 mm                                         | 4870 × 1765 × 1430 mm                                         | 4870 × 1765 × 1430 mm                                         | 4870 × 1765 × 1430 mm                                         | 4870 × 1765 × 1430 mm                                         | 4870 × 1765 × 1430 mm                                         | 4870 × 1765 × 1430 mm                                         | 4870 × 1765 × 1430 mm                                         |
| Leergewicht:                                   | 1550 kg                                                       | 1560 kg                                                       | ab 1570 kg                                                    | ab 1570 kg                                                    | ab 1570 kg                                                    | ab 1570 kg                                                    | 1700 kg                                                       | 1600 kg                                                       |
| Höchstgeschwindigkeit:                         | ca. 180 km/h                                                  | ca. 200 km/h                                                  | ca. 190 km/h                                                  | ca. 220 km/h                                                  | ca. 220 km/h                                                  | ca. 220 km/h                                                  | ca. 210 km/h                                                  | ca. 160 km/h                                                  |
| 0–100 km/h:                                    | n. a.                                                         | n. a.                                                         | n. a.                                                         | n. a.                                                         | n. a.                                                         | n. a.                                                         | n. a.                                                         | n. a.                                                         |
| Verbrauch (Liter/100 Kilometer):               | 9–14 S                                                        | 10–15 S                                                       | 10–18 S                                                       | 10–18 S                                                       | 10–18 S                                                       | 10–18 S                                                       | 10–18 S                                                       | 7–12 D                                                        |

## Cedric (Y34), 1998–2004
Im Juni 1998 erschien der letzte neue Cedric. Zur Wahl standen V6-Motoren von 2,5 oder 3 Litern Hubraum und ein 2,5-Liter-Reihensechszylinder mit Turbolader (nur mit Allradantrieb). Im Oktober 2004 wurde die Cedric-Produktion, mit Ausnahme des Y31-Flottenkundenmodells, eingestellt.
| Technische Daten Nissan Cedric Y34 (1999–2004) | Technische Daten Nissan Cedric Y34 (1999–2004)                        | Technische Daten Nissan Cedric Y34 (1999–2004)                        | Technische Daten Nissan Cedric Y34 (1999–2004)                        | Technische Daten Nissan Cedric Y34 (1999–2004)                        |
| Nissan Cedric                                  | 2500                                                                  | 3000                                                                  | 2500 Turbo                                                            | 3000 Turbo                                                            |
| ---------------------------------------------- | --------------------------------------------------------------------- | --------------------------------------------------------------------- | --------------------------------------------------------------------- | --------------------------------------------------------------------- |
| Motor:                                         | 6-Zylinder-V-Motor (Viertakt)                                         | 6-Zylinder-V-Motor (Viertakt)                                         | 6-Zylinder-Reihenmotor (Viertakt)                                     | 6-Zylinder-V-Motor (Viertakt)                                         |
| Motortyp:                                      | VQ25DD                                                                | VQ30DD                                                                | RB25DET                                                               | VQ25DET                                                               |
| Hubraum:                                       | 2495 cm³                                                              | 2987 cm³                                                              | 2498 cm³                                                              | 2987 cm³                                                              |
| Bohrung × Hub:                                 | 85 × 73,3 mm                                                          | 93 × 73,3 mm                                                          | 86 × 71,7 mm                                                          | 93 × 73,3 mm                                                          |
| Leistung bei 1/min:                            | 154 kW (210 PS) bei 6400                                              | 177 kW (240 PS) bei 6400                                              | 191 kW (260 PS) bei 6400                                              | 206 kW (280 PS) bei 6000                                              |
| Max. Drehmoment bei 1/min:                     | 265 Nm bei 4400                                                       | 309 Nm bei 3600                                                       | 324 Nm bei 2800                                                       | 387 Nm bei 3600                                                       |
| Verdichtung:                                   | 11:1                                                                  | 11:1                                                                  | 9:1                                                                   | 9:1                                                                   |
| Gemischaufbereitung:                           | Einspritzung                                                          | Einspritzung                                                          | Einspritzung, Turbolader, Ladeluftkühlung                             | Einspritzung, Turbolader, Ladeluftkühlung                             |
| Ventilsteuerung:                               | DOHC                                                                  | DOHC                                                                  | DOHC                                                                  | DOHC                                                                  |
| Kühlung:                                       | Wasserkühlung                                                         | Wasserkühlung                                                         | Wasserkühlung                                                         | Wasserkühlung                                                         |
| Getriebe:                                      | Viergang-Automatik Hinterradantrieb, 2500 Turbo nur mit Allradantrieb | Viergang-Automatik Hinterradantrieb, 2500 Turbo nur mit Allradantrieb | Viergang-Automatik Hinterradantrieb, 2500 Turbo nur mit Allradantrieb | Viergang-Automatik Hinterradantrieb, 2500 Turbo nur mit Allradantrieb |
| Radaufhängung vorn:                            | Querlenker, Zugstreben, Schraubenfedern                               | Querlenker, Zugstreben, Schraubenfedern                               | Querlenker, Zugstreben, Schraubenfedern                               | Querlenker, Zugstreben, Schraubenfedern                               |
| Radaufhängung hinten:                          | Mehrlenkerachse, Schraubenfedern                                      | Mehrlenkerachse, Schraubenfedern                                      | Mehrlenkerachse, Schraubenfedern                                      | Mehrlenkerachse, Schraubenfedern                                      |
| Bremsen:                                       | Innenbelüftete Scheibenbremsen rundum, Bremskraftverstärker, ABS      | Innenbelüftete Scheibenbremsen rundum, Bremskraftverstärker, ABS      | Innenbelüftete Scheibenbremsen rundum, Bremskraftverstärker, ABS      | Innenbelüftete Scheibenbremsen rundum, Bremskraftverstärker, ABS      |
| Lenkung:                                       | Zahnstangenlenkung, servounterstützt                                  | Zahnstangenlenkung, servounterstützt                                  | Zahnstangenlenkung, servounterstützt                                  | Zahnstangenlenkung, servounterstützt                                  |
| Karosserie:                                    | Stahlblech, selbsttragend                                             | Stahlblech, selbsttragend                                             | Stahlblech, selbsttragend                                             | Stahlblech, selbsttragend                                             |
| Spurweite vorn/hinten:                         | 1510/1510 mm                                                          | 1510/1510 mm                                                          | 1510/1510 mm                                                          | 1510/1510 mm                                                          |
| Radstand:                                      | 2800 mm                                                               | 2800 mm                                                               | 2800 mm                                                               | 2800 mm                                                               |
| Abmessungen:                                   | 4860 × 1770 × 1450 mm                                                 | 4860 × 1770 × 1450 mm                                                 | 4860 × 1770 × 1450 mm                                                 | 4860 × 1770 × 1450 mm                                                 |
| Leergewicht:                                   | 1600–1610 kg                                                          | 1600–1610 kg                                                          | 1710–1720 kg                                                          | 1660–1710 kg                                                          |
| Höchstgeschwindigkeit:                         | nicht angegeben                                                       | nicht angegeben                                                       | nicht angegeben                                                       | nicht angegeben                                                       |
| 0–100 km/h:                                    | nicht angegeben                                                       | nicht angegeben                                                       | nicht angegeben                                                       | nicht angegeben                                                       |
| Verbrauch (Liter/100 Kilometer, jap. Norm):    | 9,6 S                                                                 | 9,0 S                                                                 | 11,7 S                                                                | 10,3–11,1 S                                                           |